# Богдан Романенчук
Богда́н Романенчу́к (23 лютого 1908, Воскресинці (Коломийський район)  — 1989, Філадельфія) — український вчений-літературо- і мовознавець, редактор часопису «Українська книга», педагог, видавець, лексикоґраф, член АДУК — Асоціації діячів української культури.
У 1950—1964 роках — редактор журналу «Київ» — літературного двомісячника, що видавався у Філадельфії.
Автор довідника «Азбуковник. Енциклопедія української літератури» — було видано тільки 2 томи (1969, 1974), які обіймають літери від А до Г (остання стаття «Гущак Іван»).
Похований на українському католицькому цвинтарі у Фокс-Чейз.